# Каљинка (песма)
Каљинка (рус. Калинка) је популарна руска песма. Погрешно се сматра за руску народну песму. Њу је 1860. компоновао композитор Иван Петрович Ларионов, а први пут је изведена у Саратову као део позоришне представе за коју ју је компоновао. Касније је песма постала део репертоара хора Дмитрија Александровича Агрењева-Славајског, са којим је Ларионов био у пријатељским односима. 

## Текст
| -{Калинка, калинка, калинка моя! В саду ягода малинка, малинка моя! Ах, под сосною, под зеленою, Спать положите вы меня! Ай-люли, люли, ай-люли, Спать положите вы меня. Калинка, калинка, калинка моя! В саду ягода малинка, малинка моя! Ах, сосенушка ты зеленая, Не шуми же надо мной! Ай-люли, люли, ай-люли, Не шуми же надо мной! Калинка, калинка, калинка моя! В саду ягода малинка, малинка моя! Ах, красавица, душа-девица, Полюби же ты меня! Ай-люли, люли, ай-люли, Полюби же ты меня! Калинка, калинка, калинка моя! В саду ягода малинка, малинка моя!}- | Рибизлице, рибизлице, рибизлице моја! У башти малино, малино моја! Ах, под бор, зелени бор, Положите ме да спавам! Ај-љуљи, љуљи, ај-љуљи, Положите ме да спавам. Рибизлице, рибизлице, рибизлице моја! У башти малино, малино моја! Ах, борићу зелени, Не шуми нада мном! Ај-љуљи, љуљи, ај-љуљи, Не шуми нада мном! Рибизлице, рибизлице, рибизлице моја! У башти малино, малино моја! Ах, лепотице девојко, Заљуби се у мене! Ај-љуљи, љуљи, ај-љуљи, Заљуби се у мене! Рибизлице, рибизлице, рибизлице моја! У башти малино, малино моја! |

## Музика
Део песме коју изводи Хор Црвене армије: 